# Прилипченська сільська рада
Прили́пченська сільська́ ра́да — адміністративно-територіальна одиниця та орган місцевого самоврядування в Заставнівському районі Чернівецької області. Адміністративний центр — село Прилипче.

## Загальні відомості
- Населення ради: 845 осіб (станом на 2001 рік)

## Населені пункти
Сільській раді підпорядковані населені пункти:
- с. Прилипче
- с. Степанівка

## Склад ради
Рада складається з 16 депутатів та голови.
- Голова ради: Бойко Роман Васильович
- Секретар ради: Лобач Ганна Іванівна

### Керівний склад попередніх скликань
| Прізвище, ім'я, по батькові | Основні відомості                                                               | Дата обрання | Дата звільнення |
| --------------------------- | ------------------------------------------------------------------------------- | ------------ | --------------- |
| Бойко Роман Васильович      | Сільський голова, 1960 року народження, освіта середня спеціальна, безпартійний | 26.03.2006   | 31.10.2010      |
| Бойко Роман Васильович      | Сільський голова, 1960 року народження, освіта середня спеціальна, безпартійний | 31.10.2010   |                 |

Примітка: таблиця складена за даними сайту Верховної Ради України

### Депутати
За результатами місцевих виборів 2010 року депутатами ради стали:

#### За суб'єктами висування
| Суб'єкт висування                                       | Кількість обраних депутатів | %    |
| ------------------------------------------------------- | --------------------------- | ---- |
| Самовисування                                           | 15                          | 93,8 |
| Політична партія Всеукраїнське об'єднання «Батьківщина» | 1                           | 6,3  |

#### За округами
| № округу                                                | Прізвище, ім'я, по батькові      | Дата визнання обраним | Освіта             | Партійна приналежність                        | Відомості про обраного депутата                            |
| ------------------------------------------------------- | -------------------------------- | --------------------- | ------------------ | --------------------------------------------- | ---------------------------------------------------------- |
| Політична партія Всеукраїнське об'єднання «Батьківщина» |                                  |                       |                    |                                               |                                                            |
| 6                                                       | Василів Ніна Михайлівна          | 03.11.2010            | вища               | член Всеукраїнського об'єднання «Батьківщина» | Клуб с. Прилипче, художній керівник                        |
| Самовисування                                           |                                  |                       |                    |                                               |                                                            |
| 1                                                       | Холодюк Ганна Дмитрівна          | 03.11.2010            | середня            | позапартійна                                  | пенсіонер                                                  |
| 2                                                       | Тарангул Марія Василівна         | 03.11.2010            | середня            | позапартійна                                  | пенсіонер                                                  |
| 3                                                       | Танасійчук Ярослав Олександрович | 03.11.2010            | середня            | позапартійний                                 | пенсіонер                                                  |
| 4                                                       | Холодніцький Василь Федорович    | 09.01.2011            | вища               | позапартійний                                 | Дністровсько-Прутський БУР, головний гідролог              |
| 5                                                       | Лобач Василь Мирославович        | 03.11.2010            | середня спеціальна | позапартійний                                 | Львівська залізницяСтанція с. Степанівка, майстер          |
| 7                                                       | Данилюк Ярослава Василівна       | 03.11.2010            | середня спеціальна | позапартійна                                  | пенсіонер                                                  |
| 8                                                       | Шніцер Антон Антонович           | 03.11.2010            | середня            | позапартійний                                 | ВАТ цукрозавод «Хрещатик», робітник                        |
| 9                                                       | Данилюк Лариса Вікторівна        | 03.11.2010            | середня            | позапартійна                                  | тимчасово не працює                                        |
| 10                                                      | Лобач Ганна Іванівна             | 03.11.2010            | середня спеціальна | позапартійна                                  | Прилипченська сільська рада, секретар                      |
| 11                                                      | Гороховська Корнелія Дмитрівна   | 03.11.2010            | середня спеціальна | позапартійна                                  | Прилипченський навчально-виховний комплекс, вчитель        |
| 12                                                      | Копко Світлана Василівна         | 03.11.2010            | середня            | позапартійна                                  | ВАТ цукрозавод «Хрещатик», робітниця                       |
| 13                                                      | Антощук Розалія Іванівна         | 03.11.2010            | середня спеціальна | позапартійна                                  | Будинок культури с. Прилипче, техпрацівник                 |
| 14                                                      | Дубковецький Микола Миколайович  | 03.11.2010            | середня спеціальна | позапартійний                                 | Коломийська дистанція колії, черговий по переїзду          |
| 15                                                      | Данилюк Марія Іванівна           | 03.11.2010            | середня спеціальна | позапартійна                                  | Кострижівський КБМ, робітниця                              |
| 16                                                      | Солонар Світлана Василівна       | 03.11.2010            | середня спеціальна | позапартійна                                  | Львівська залізниця станція с. Степанівка, квитковий касир |

## Населення
Згідно з переписом УРСР 1989 року чисельність наявного населення сільської ради становила 964 особи, з яких 428 чоловіків та 536 жінок.
За переписом населення України 2001 року в сільській раді мешкали 844 особи.

### Мова
Розподіл населення за рідною мовою за даними перепису 2001 року:
| Мова       | Відсоток |
| ---------- | -------- |
| українська | 99,64 %  |
| російська  | 0,36 %   |